# توبياس كارلسون (لاعب كرة قدم)
توبياس كارلسون (بالسويدية: Tobias Karlsson) هو لاعب كرة قدم سويدي، ولد في 14 يناير 1989 في Öckerö ‏ في السويد. لعب مع نادي فالكنبرغ.

## وصلات خارجية
- توبياس كارلسون (لاعب كرة قدم) على موقع اتحاد السويد (السويدية)
- توبياس كارلسون (لاعب كرة قدم) على موقع قاعدة بيانات كرة القدم.إي يو (الإنجليزية)
- توبياس كارلسون (لاعب كرة قدم) على موقع Soccerway.com (الإنجليزية)